# Alagi (sommergibile)
L'Alagi è stato un sommergibile della Regia Marina.

## Storia
Una volta in servizio fu dislocato a Napoli, inquadrato nella XXIII Squadriglia Sommergibili.
Nei primi mesi di servizio svolse viaggi di addestramento nel bacino orientale del Mediterraneo.
Prese clandestinamente parte alla guerra civile spagnola, svolgendo una singola missione dal 27 agosto al 4 settembre 1937, durante la quale non avvistò navi sospette.
In seguito fu trasferito di base a Cagliari e successivamente a Messina.
Il 10 giugno 1940, all'ingresso dell'Italia nel secondo conflitto mondiale, si trovava già in missione al largo di Capo Zebib (nei pressi di Biserta) e a sud della Sardegna. Tornò in porto il 20 giugno, senza aver avvistato navi avversarie.
In luglio fu inviato tra l'isola Alborán e Gibilterra (tra Capo Palos, Capo Ivi e lo stretto di Gibilterra) per attaccare la Forza H britannica.
In settembre operò a meridione della Sardegna, tra Capo Spartivento e l'isola La Galite, poi a nord di Philippeville ed una trentina di miglia a nord di Biserta.
Il 9 novembre 1940, di pomeriggio, lasciò Cagliari e fu inviato al largo della Galite insieme ad altri quattro sommergibili (tra cui i gemelli Aradam ed Axum) in opposizione all'operazione britannica «Coat» (con vari obiettivi, tra i quali l'invio di navi da guerra da Gibilterra ad Alessandria, di convogli a Malta e in Grecia, l'attacco aerosilurante contro Taranto e l'attacco a convogli italiani nel Basso Adriatico); rientrò senza riportare avvistamenti.
Il 14 novembre uscì nuovamente in mare (insieme ai sommergibili Diaspro ed Aradam) a contrasto di un'altra operazione britannica, la «White»: l'invio a Malta, da parte delle portaerei della Forza H, di 14 aerei.
Il 5 giugno 1941 fu inviato, al comando del tenente di vascello Giulio Contreas, una ventina di miglia a nordest di Ras Azzaz. L'indomani, di prima mattina, cercò di attaccare una nave minore che aveva avvistato con rotta verso est, ma, avvistato ed attaccato da un'altra nave scorta, dovette allontanarsi in immersione. Il 10 giugno, di sera, intraprese la navigazione di rientro, in superficie, verso Messina, ma nel mattino del 12 fu oggetto dell'attacco di un idrovolante Short S.25 Sunderland, che gli lanciò due bombe e lo mitragliò uccidendo il sottocapo Paolo Nuzzo: l'Alagi aprì il fuoco con l'armamento contraereo e danneggiò il velivolo, che dovette allontanarsi.
Il 18 o il 21 luglio lasciò Cagliari per portarsi al largo di Capo Bougaroni, 55 miglia al largo della costa, e pattugliare l'area compresa tra i meridiani 5° e 6° Est, a contrasto dell'operazione britannica «Substance» (consistente nell'invio di un convoglio a Malta): il giorno seguente arrivò nella sua zona d'agguato, iniziando a pattugliarla in superficie ed immergendosi di tanto in tanto per effettuare rilevamenti idrofonici. Il 22 individuò la Forza H ma non riuscì a portarsi all'attacco, venendo anzi bombardato con cariche di profondità da parte delle navi che formavano la scorta.
Tra fine luglio ed inizio agosto il sommergibile fu inviato, con altri tre, a sudovest delle coste sarde, tra i paralleli 37°30' N e 37°50' N ed il meridiano 5° E, per contrastare l'operazione britannica «Style» (consistente ancora nel rifornimento di Malta), ma non avvistò alcuna nave. L'8 agosto fu spostato 25 miglia a nordovest della Galite e dal 22 al 28 una trentina di miglia a sudovest della Sardegna.
In settembre restò alla base. Svolse poi varie altre infruttuose missioni:
- a partire dal 17 ottobre sul meridiano 7° E e dal 24 sul meridiano 6°E;
- in novembre e dicembre all'altezza di Cap de Fer;
- dal 3 gennaio 1942, nel corso dell'operazione «M 23», tra le 69 e le 100 miglia a sudest di Malta;
- in febbraio a nord di Algeria e Tunisia (dal 9 del mese a settentrione di Cap de Fer e Capo Bougaroni), con la morte di una vedetta trascinata in acqua dalle onde del mare agitato;
- in maggio a settentrione del Canale di Sicilia ed a sud delle Isole Egadi.[3]

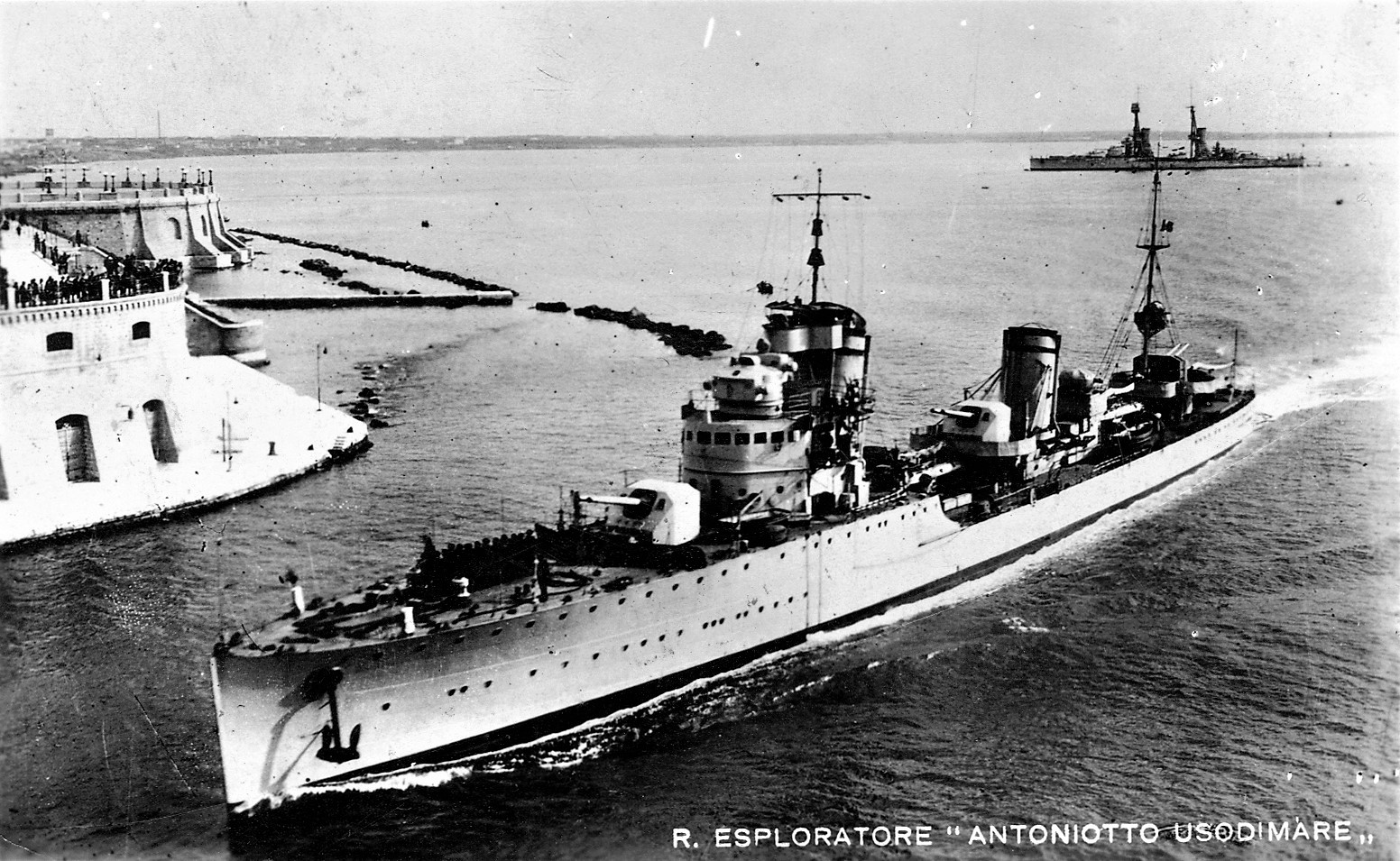
Il cacciatorpediniere Antoniotto Usodimare, affondato dallAlagi in un tragico caso di fuoco amico

Durante la sera dell'8 giugno 1942, al comando del tenente di vascello Sergio Puccini, il sommergibile, poco dopo essere giunto nel proprio settore d'operazioni (venti miglia a nord di Capo Blanc), individuò un convoglio in navigazione al largo di Capo Bon: si trattava della motonave italiana Vettor Pisani scortata da alcune unità della Regia Marina, che però Puccini ritenne essere navi nemiche, dato che non era stato informato del passaggio del convoglio. L'Alagi lanciò una sventagliata di tre siluri contro il cacciatorpediniere più vicino, l'Antoniotto Usodimare: la nave, colpita, colò a picco rapidamente.
Verso metà di giugno 1942 fu inviato in agguato a nord di Capo Blanc in opposizione al convoglio britannico «Harpoon», nell'ambito della Battaglia di mezzo giugno. Il 14 giugno, nelle ultime ore pomeridiane, individuò le navi inglesi nei pressi delle Isole Baleari mentre parte della scorta manovrava per far proseguire i mercantili: il sommergibile cercò più volte di attaccare, venendo però sempre respinto dalla scorta; solo a sera riuscì ad avvicinarsi a sufficienza da poter lanciare due siluri, ma questi mancarono il bersaglio (una portaerei).
Nel luglio 1942 fu inviato nel Mediterraneo orientale contro i convogli inglesi in navigazione tra le basi mediorientali e quelle egiziane, senza risultati perché i bersagli non mancavano, ma erano anche dotati di forti scorte. Il 9 luglio individuò la nave cisterna turca Antares (3723 tsl) – appartenente ad una nazione neutrale ma in navigazione in regime di noleggio da parte delle autorità britanniche – nelle acque antistanti Tripoli di Siria, e l'attaccò lanciando due siluri: centrata da entrambe le armi, la nave colò a picco nel punto 34°59' N e 35°32' E, mentre l'Alagi si allontanava per evitare di essere attaccato dalle unità antisommergibili che vigilavano la zona.

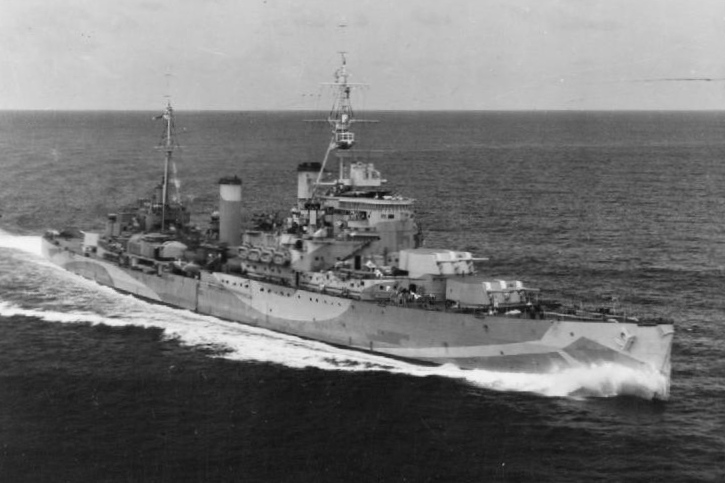
L’incrociatore britannico Kenya, danneggiato dallAlagi durante la battaglia di mezzo agosto

L'11 agosto 1942 fu tra gli undici sommergibili disposti in agguato a settentrione della Tunisia, tra Scoglio Fratelli e Banco Skerki, per attaccare un convoglio britannico per Malta: si trattava dell'operazione britannica «Pedestal», poi sfociata nella Battaglia di mezzo agosto. Il 12 agosto individuò le unità inglesi e, di sera, si avvicinò al convoglio, lanciando quindi una sventagliata di quattro siluri con i tubi di prua – alle 21.05, dalla distanza di 1800 metri – avendo come bersagli un incrociatore ed un mercantile, in posizione 37°28' N e 10°28' E; mentre s'immergeva per allontanarsi avvertì tre forti scoppi. Alle 21.12 un siluro centrò a prua l'incrociatore leggero HMS Kenya ed un secondo passò sotto lo scafo della stessa unità senza esplodere: nonostante danni di una certa serietà (e tre vittime a bordo), l'incrociatore poté proseguire nella scorta, anche se successivamente dovette rimanere in cantiere per riparazioni sino a dicembre. Un'altra arma colpì invece il piroscafo Clan Fergusson (7347 tsl), già danneggiato gravemente da attacchi aerei della Luftwaffe, provocandone l'affondamento. È da riportare che altre fonti attribuiscono però l'affondamento del Clan Fergusson al sommergibile Bronzo o ad aerosiluranti tedeschi; altre ancora attribuiscono all'Alagi l'affondamento non del Clan Fergusson, bensì della motonave Deucalion, che risulta però affondata da aerosiluranti tedeschi Heinkel He 111. Il 18 agosto si portò nei pressi di Malta.
L'8 novembre 1942, in navigazione – in immersione – nelle acque della Tunisia (doveva porsi in agguato nei pressi di Biserta), si scontrò con un altro sommergibile italiano, il Diaspro, con gravi danni alla torretta: dovette quindi invertire la rotta e fare ritorno a Napoli.
In dicembre operò dapprima tra Capo Bougaroni, La Galite e Cap de Fer e poi – dal 29 – nei pressi di Bona.
Seguì un'altra serie di missioni prive di eventi di rilievo:
- nel gennaio 1943 a nordest di Bona, tra i meridiani 4° E e 5° E;
- da febbraio a maggio a sudovest della Sardegna.[3]

In luglio fu inviato dapprima a sud della Sardegna e poi a nordovest della Sicilia, passando lo stretto di Messina; alle 6.13 del 16 luglio, nel punto 37°02' N e 15°55' E, individuò tre cacciatorpediniere avversari impegnati nella ricerca di sommergibili nelle acque di Augusta e li attaccò con il lancio di tre siluri: avvertì una detonazione, ma, non essendoci riscontri, non si può avere la conferma di aver danneggiato qualche unità.
Il 3 settembre 1943 fu inviato nel Golfo di Salerno. ed il 7, nell'ambito del Piano «Zeta» di contrasto al previsto sbarco anglo-americano nell’Italia meridionale, fu disposto in agguato (unitamente ad altri dieci sommergibili) nel Basso mar Tirreno, tra il Golfo di Gaeta ed il Golfo di Paola.
Il 9 settembre, in seguito all'annuncio dell'armistizio, l'Alagi (che in quel momento era ad una sessantina di miglia da Augusta) diresse per Malta ove giunse il 16 settembre 1943, assieme ad altri cinque sommergibili, con la scorta del cacciatorpediniere HMS Isis; si consegnò agli Alleati. Il 13 ottobre lasciò Malta e fece ritorno Italia, analogamente ad altri quindici sommergibili.
Sempre in ottobre fu dislocato ad Haifa, venendo impiegato per esercitazioni antisommergibili alleate e per il trasporto di rifornimenti tra le isole dell'Egeo.
Tornato a Taranto nel dicembre 1944, vi passò il resto del conflitto.
In base alle clausole del trattato di pace l'unità sarebbe dovuta essere stata ceduta all'Inghilterra, ma, dopo la rinuncia di quest'ultima, il sommergibile – unico sopravvissuto dei 17 battelli della sua classe – fu avviato alla demolizione (1948).
In tutto l'Alagi aveva svolto 36 missioni offensivo-esplorative e 19 di trasferimento, per complessive 31.350 miglia di navigazione in superficie e 5379 in immersione. Nel corso della guerra avevano perso la vita quattro membri del suo equipaggio.